# Pellenes ignifrons
Pellenes ignifrons là một loài nhện trong họ Salticidae.
Loài này thuộc chi Pellenes. Pellenes ignifrons được Grube miêu tả năm 1861.